# Cayo Julio Antíoco Epífanes Filopapo

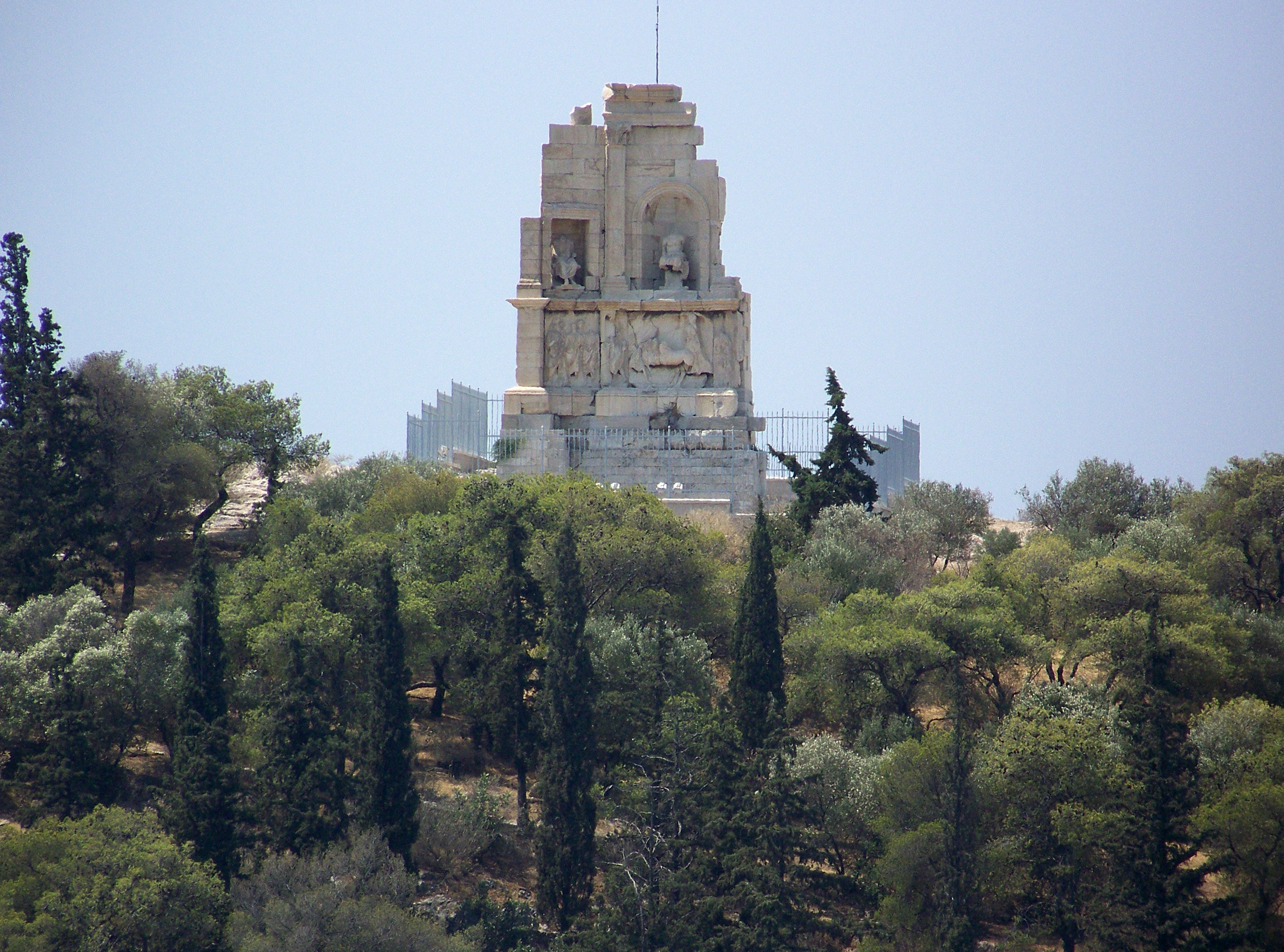
Monumento de Filopapo, en la cima de la colina Filopapos.

Cayo o Gayo Julio Antíoco Epífanes Filopapo (en latín: Gaius Julius Antiochus Epiphanes Philopappos; 65 - 126) fue un senador romano de origen griego, que vivió a finales del siglo I y principios del siglo II, y desarrolló su cursus honorum bajo Domiciano, Nerva, Trajano, y Adriano. Fue cónsul sufecto en el año 109 junto con Gneo Antonio Fusco.

## Orígenes familiares
Filopapo provenía de una familia de origen aristocrático, ya que era el primogénito del príncipe griego de Comagene, Gayo Julio Arquelao Antíoco Epífanes y una mujer greco-egipcia llamada Claudia Capitolina. Su hermana era Julia Balbila, que fue poetisa y amiga personal del emperador Adriano y la emperatriz Vibia Sabina.
Los padres de Filopapo eran parientes lejanos. La abuela paterna de Claudia Capitolina era la princesa Aka II de Comagene, que era bisnieta del rey Antíoco I Theos de Comagene, mientras que su padre era el primogénito del rey Antíoco IV de Comagene y la reina Julia Iotapa de Comagene. Antíoco IV e Iotapa eran descendientes directos de Antíoco I Theos. Por lo tanto, Antíoco IV e Iotapa eran marido, mujer y hermanos de sangre. Filopapo tenía ascendencia armenia, griega, y media. A través de sus abuelos paternos, pudo rastrear su linaje hasta el imperio seléucida y el Reino ptolemaico.
Sus abuelos maternos fue Tiberio Claudio Balbilo, astrólogo y un erudito, que fue prefecto de Egipto. Balbilo y su padre, un gramático y astrólogo griego egipcio llamado Trasilo de Mendes o Tiberio Claudio Trasilo, fueron amigos de algunos de los primeros emperadores romanos, incluidos Tiberio, Claudio y Vespasiano.

## Primeros años
Nació en Samosata, la capital del Reino de Comagene, en la corte del palacio de Antíoco IV. su nombre de nacimiento era Gayo Julio Antíoco Epífanes. Su apodo Filopapo significa quien ama a su abuelo. Recibió este apodo debido a su estrecha relación con Antíoco IV y posiblemente con Tiberio Claudio Balbilo. Filopapo recibió una educación tradicional griega aristocrática.
En el año 72, Lucio Junio Cesenio Peto, gobernador romano de Siria, envió misivas a Vespasiano acusando a Antíoco IV, al padre de Filopapo, Epífanes, y a su tío paterno Calínico, de planear una rebelión contra Roma y de aliarse con los partos. Sin embargo, no se sabe si estas acusaciones eran verdaderas o falsas. Después de leer las cartas, Vespasiano decidió que no podía confiar más en la familia de Antíoco IV para proteger el cruce estratégico en el río Éufrates en Samosata, por lo que dio órdenes a Cesenio Peto de Invadir Comagene.
Peto invadió el Reino de Comagene con la Legio VI Ferrata. Los reyes clientes de Roma, Aristóbulo de Calcis y Sohemo de Emesa también suministraron tropas a Peto, todas las cuales llegaron la noche antes de la batalla. Mientras Epífanes y Calínico se preparaban esa noche para la guerra, Antíoco IV se preparaba para huir a Cilicia.
En la mañana del día en que se suponía que iba a ocurrir la batalla, por miedo a los romanos, Epífanes, junto con su familia, y Calínico huyeron a Partia mientras Antíoco IV huyó a Cilicia. Existe la posibilidad de que Epífanes y Calínico intentasen organizar una resistencia a la invasión antes de huir a Partia.
Antíoco IV y su familia se entregaron a los romanos, ya que, nunca habían querido provocar una guerra con Roma, y querían librarse de estas acusaciones. Vespasiano llevó a Epífanes, su familia y a Calínico pacíficamente de regreso a Roma con una guardia de honor. Epífanes y su familia vivieron en Roma con Antíoco IV durante el resto de su vida y el emperador les concedió una pensión vitalicia, lo que les permitió llevar una vida glamurosa y siempre fueron tratados con gran respeto.

## Carrera política

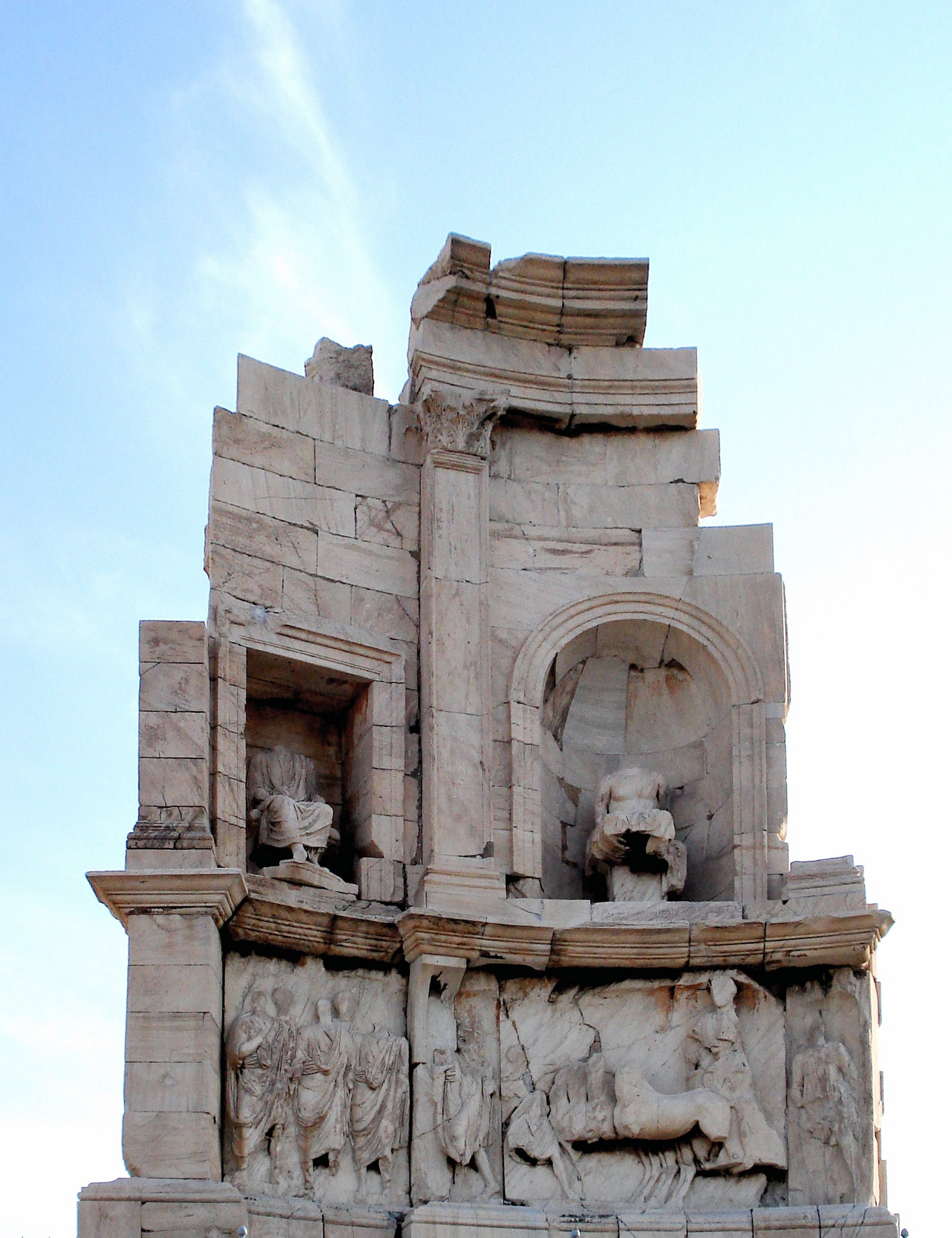
Monumento de Filopapo.

En el año 72, nació en Roma la hermana de Filopapo, Julia Balbila. Después de la muerte de sus dos abuelos, la familia se estableció en Atenas. Su padre murió en el año 92 por causas desconocidas, tras lo cual, Claudia Capitolina regresó a su ciudad natal de Alejandría, donde se casó por segunda vez con Marco Junio Rufo, prefecto de Egipto entre los años 94-98. Capitolina pasó los años que le quedaban en su ciudad natal; Balbila estuvo un tiempo con su madre, pero luego regresó junto con su hermano a Atenas.
Filopapo siempre se consideró a sí mismo como un monarca. Pasó el resto de su vida en Atenas y se convirtió en un benefactor prominente y respetado de la ciudad. Asumió deberes cívicos, políticos y religiosos en Atenas y Roma. Pertenecía a la élite romana y se hizo amigo del emperador Trajano y del heredero y sobrino paterno de Trajano, el futuro emperador Adriano.
Filopapo poseía ciudadanía romana y ateniense. Sirvió como Arconte en Atenas y se hizo amigo de filósofos griegos, a través de los cuales conoció al historiador griego Plutarco, quien en sus escritos describe a Filopapo como "muy generoso" y describe su carácter como "de buen humor y ávido de conocimientos".
Filopapo sirvió dos veces como Corego, productor y organizador de obras teatrales, y una vez como Agonoteta, magistrado organizador de juegos. Entre los años 105 y 126, se convirtió en miembro de los Hermanos Arvales, un antiguo colegio sacerdotal romano que ofrecía sacrificios anuales a los Lares y dioses para garantizar buenas cosechas.
Trajano lo nombró pretor en Roma, y lo promovió al Senado romano, aunque ni su padre ni su abuelo paterno tenían rango senatorial y después fue como cónsul sufecto en el año 109.

## Monumento de Filopapo
Para honrar la memoria de su hermano a su muerte en el año 126, Julia Balbila, junto con los ciudadanos de Atenas, erigió un monumento funerario en la colina del Museion, al suroeste de la Acrópolis. Su tumba de mármol es conocida como el “ Monumento Filopapo ”, y desde eso, la colina se la conoció como la “Colina Filopapos”.